# 2330 Ontake
A 2330 Ontake (ideiglenes jelöléssel 1977 DS3) a Naprendszer kisbolygóövében található aszteroida.Hiroki Kosai és Kiichiro Hurukawa fedezte fel 1977. február 18-án.